# ワールドラグビー女子セブンズ年間最優秀選手賞
ワールドラグビー女子セブンズ年間最優秀選手賞（World Rugby Women's Sevens Player of the Year）は、ワールドラグビーによって毎年発表されるワールドラグビーアワードの一部門。

## 概要
国際テストマッチが対象となる。2024年の選考では、HSBC SVNS 2024および2024年パリオリンピックに参加したセブンズ選手が対象となった。

## 受賞者と候補者の一覧
| 年   | 受賞者                       | 候補者                                                                   | 備考                 |
| ---- | ---------------------------- | ------------------------------------------------------------------------ | -------------------- |
| 2013 | ケイラ・マカリスター         | ジェン・キッシュ ケリー・ファン・ハルスカンプ                            | [ 2 ]                |
| 2014 | エミリー・チェリー           | シャルロッテ・キャスリック サラ・ゴス ケイラ・マカリスター               | [ 3 ] [ 4 ]          |
| 2015 | ポーシャ・ウッドマン         | シャルロッテ・キャスリック サラ・ゴス ナジェージダ・クディノヴァ         | [ 5 ]                |
| 2016 | シャルロッテ・キャスリック   |                                                                          | [ 6 ]                |
| 2017 | ミカエラ・ブライド           |                                                                          | [ 7 ]                |
| 2018 | ミカエラ・ブライド           | サラ・ゴス ポーシャ・ウッドマン                                          | [ 8 ]                |
| 2019 | ルビー・トゥイ               | サラ・ゴス タイラ・ネイサン・ウォン                                      | [ 9 ] [ 10 ]         |
| 2021 | アンネ＝セシール・シオファニ | サラ・ゴス アロウェシ・ナコシ ラアピ・ウルイナサウ                       | [ 11 ]               |
| 2022 | シャルロッテ・キャスリック   | マディソン・レヴィ エイミー＝リー・マーフィー・クロウ フェイス・ネイサン | [ 12 ] [ 13 ]        |
| 2023 | タイラ・ネイサン・ウォン     | ミカエラ・ブライド マディソン・レヴィ ラアピ・ウルイナサウ               | [ 14 ]               |
| 2024 | マディソン・レヴィ           | ミカエラ・ブライド ジョージャ・ミラー                                    | [ 15 ] [ 16 ] [ 17 ] |